# Desechos de origen animal
no se vale ya que en lo que se encuentra es lo siguiente:•	Residuos de origen animal
esta es una grave contaminación.

Los agricultores usan a menudo los desechos de origen animal como fertilizante y los aplican al suelo. Si se aplican en demasiada cantidad o en forma incorrecta, pueden contaminar los lagos, arroyos y fuentes de agua subterránea y perjudicar la salud humana.
Los fosos de estiércol animal son comunes en una granja y son útiles para la limpieza y el almacenamiento de desechos. Sin embargo, si no se mantienen y ventilan en la debida forma, pueden producir cuatro gases potencialmente mortales: amoníaco, dióxido de carbono, ácido sulfhídrico y metano. A medida que el estiércol se descompone y se fermenta, produce estos gases y puede causar reacciones tóxicas en las personas o los animales, agotamiento de oxígeno, asfixia y aun la muerte. Los gases también pueden causar explosiones. Pueden contener bacterias y nitratos, que son contaminantes del agua potable y causantes de enfermedades al ser humano.
- Datos: Q24960684